# Люпус Тъндър
Мат Стилиано (Matt Stigliano), подвизаващ се в музикалните среди под псевдонима Люпус Тъндър (Lüpüs Thünder), е китарист и съосновател на американската фънк метъл група Bloodhound Gang.

## Биография
Роден е на 8 август 1972 година във Филаделфия, Пенсилвания, САЩ в семейство на компютърен програмист и сервитьорка. По-късно баща му се жени повторно също за компютърна програмистка. Люпус има брат и 3 сестри.
За пръв път хваща китарата на 17-годишна възраст, вдъхновен от траш метъла на 80-те, най-вече в лицето на групи като Anthrax, Slayer и Megadeth. Започва активната си музикална кариера, основавайки групата Uncle Otto's Truck (кръстена по едноименния роман на Стивън Кинг), с която изнася концерти в малки клубове в родния си град. На няколко от тях Uncle Otto's Truck са подгрявани от групата Bloodhound Gang, начело с Джими Поп, която по това време все още се подвизава в сферата на фънка и хип-хопа, примесени с прокрадващи се рок мотиви посредством използване на музикани семпли. Люпус и Джими бързо стават добри приятели и започват да прекарват много време заедно. По това време Люпус учи в местния колеж, но само след три седмици решава да прекъсне и да се присъедини към Bloodhound Gang като диджей, въпреки че дотогава никога не се е занимавал с подобно нещо.
С него в състава групата издава през 1995 г. своя първи студиен албум, наречен „Use Your Fingers“, в който дори присъстват две изцяло рок парчета. Китарите и в двете са изпълнени от Люпус, който взима участие и във вокалите на някои песни. Албумът обаче претърпява тотален финансов провал и издателската компания прекратява договора си с групата. Люпус и Джими настояват за сменяне на стила от хип-хоп към рок и използване на реални инструменти, с което останалите членове не са съгласни и напускат. За реализация на идеята са привикани басиста и приятел на Джими от ученическите години Джаред Хаселхоф, барабаниста Спанки Джи и DJ Q-Ball, отговарящ за електронните ефекти и беквоакалите.
През 1996 г. излиза вторият албум на Bloodhound Gang и първият рок такъв на групата, озаглавен „One Fierce Beer Coaster“, а пилотният сингъл „Fire Water Burn“ изненадващо оглавява класациите за алтернативна рок музика и се превръща в първия тотален хит на групата. С продажите от албума и сингъла групата спечелва достатъчно пари, за да може Люпус да напусне работата си като ресторантьор, с която се издържа. След дълга пауза излиза и третият албум „Hooray for Boobies“, който осъществява международния пробив на Bloodhound Gang с хита си „The Bad Touch“. Междувременно Люпус открива свой собствен лейбъл, наречен „Four-Seven Media“.